# Simon Blackburn
Simon Blackburn (12 de julio de 1944) es un filósofo británico.

## Vida profesional
Profesor distinguido de Filosofía Edna J. Koury en la University of North Carolina, fue fellow y tutor en el Pembroke College de la Universidad de Oxford entre 1969 y 1990. Después enseñó Filosofía en la Universidad de Cambridge. Dirigió la revista Mind desde 1984 hasta 1990.
Es conocido por su trabajo en metaética, donde defiende el cuasi-realismo, y en la filosofía del lenguaje. También es un gran experto en la obra de David Hume. Recientemente ha ganado una gran audiencia general gracias a sus esfuerzos por popularizar la filosofía. Por ejemplo, ha aparecido en múltiples episodios de la serie documental Closer to Truth y ha escrito The Oxford Dictionary of Philosophy (1994 y 2008). 

## Obra
- Spreading the World, 1984
- Essays in Quasi-realism, 1993.
- Think, 1999, traducido al español como Pensar: una incitación a la filosofía
- Being Good, 2001.
- Plato's Republic, 2006, traducido como La historia de la República de Platón
- Truth, 2005, traducido como La verdad: guía de perplejos
- Lust, 2004.
- Sobre la bondad: una breve introducción a la ética
- How to Read Hume, 2008.
- Oxford dictionary of Philosophy, Oxford: Oxford University Press, 1994, 2.ª ed. revisada 2008.

## Honores

### Membresías
- 2002: elegido en la British Academy[2]

- 2008: miembro honorario extranjero de la American Academy of Arts & Sciences.[3]